# Кожановка (Брянская область)
Кожановка — деревня в Злынковском районе Брянской области, в составе Спиридоновобудского сельского поселения. 
 Расположена в 8 км к юго-востоку от села Спиридонова Буда, на правом берегу реки Цаты. Население — 287 человек (2010).
Имеется отделение почтовой связи, сельская библиотека.

## История
Известна с XVIII века; до Первого раздела (1772 год) входила в состав Речи Посполитой. Позднее — в Могилёвской (с 1919 — Гомельской) губернии, в том числе с 1861 года — в составе Староюрковичской волости Гомельского уезда.
Состояла в приходе села Серовка. До начала XX века были развиты столярное и портняжное ремёсла, производство сапог и валенок.
С 1923 года в Чуровичской волости Новозыбковского уезда; в 1929—1932 в Чуровичском районе, в 1932—1939 и 1959—1988 — в Новозыбковском; в 1939—1959 и с 1988 года по настоящее время — в Злынковском районе.
С 1919 до 2005 года являлась центром Кожановского сельсовета (в 1954—1959 временно в Петрятинском сельсовете).
| Годы      | 1878 | 1897 | 1909 | 1926 | 1979 | 1989 | 2002 | 2010 |
| --------- | ---- | ---- | ---- | ---- | ---- | ---- | ---- | ---- |
| Население | 805  | 1004 | 1175 | 992  | 299  | 419  | 298  | 287  |